# Favonius taxila
Favonius taxila is een vlinder uit de familie van de Lycaenidae. De wetenschappelijke naam van de soort werd als Thecla taxila in 1861 gepubliceerd door Bremer.